# Анна Бенакі-Псаруда
Анна Бенакі-Псаруда (грец. Άννα Μπενάκη-Ψαρούδα; нар. 12 грудня 1934, Афіни) — грецька жінка-політик, державний діяч, юрист, академік (2010). Є членом партії «Нова демократія».

## Біографія
Народилася 12 грудня 1934 року в Афінах.
У 1952 році закінчила коледж American College of Greece. Потім вивчала право в Афінах (1952—1957), виконавши дипломну роботу на тему кримінального права в Німеччині. Була стипендіатом Німецької служби академічних обмінів (DAAD). У 1962 році отримала ступінь доктора філософії Боннського університету.
Повернувшись в Афіни, 1962—2002 роках займалася юридичною практикою, була членом Афінської асоціації адвокатів, професор кримінального права юридичного факультету Афінського університету. Займалася одночасно політикою, ставши у 1981 році членом консервативної партії «Нова демократія». Працювала в уряді Греції, займаючи посади міністра культури (1990—1992) та міністра юстиції (1992—1993). У 2004 році стала першою жінкою-спікером парламенту Греції і займала цю посаду до 2007 року.
Потім була членом Парламентської асамблеї ради Європи (2007—2009). В 2010 році обрана дійсним членом Афінської академії. Є автором багатьох статей та книг. Серед її нагород є AHEPA Pericles Award.

## Особисте життя
Прбуває в шлюбі з Ліносом Бенакісом (Λίνος Μπενάκης, нар. 1928) — експертом в галузі історії філософії.